# Liga de Balompié Mexicano
La Liga de Balompié Mexicano  también conocida como  LBM  fue una liga alternativa de fútbol profesional en México; era la primera división del sistema de ligas de la Asociación Nacional de Balompié Mexicano. Tras la finalización del torneo 2024, a mediados de dicho año, en febrero de 2025 la liga se disolvió tras la suspensión indefinida del torneo así como todas sus categorías por parte de la misma ANBM.

## Historia
La Liga de Balompié Mexicano fue presentada el día 29 de enero de 2020 con el objetivo de brindar otra oportunidad de desarrollo a los futbolistas que no consiguieron un cupo en uno de los equipos de las ligas principales del futbol mexicano, además de llevar el fútbol profesional a localidades que no han tenido presencia suficiente de instituciones deportivas o no cuentan con las instalaciones adecuadas para participar en Liga MX o Ascenso MX.
En su acto de lanzamiento contó con la presencia de los exfutbolistas Carlos Salcido y Ramón Morales.
El 22 de febrero de 2020 se celebró la primera asamblea de equipos de la Liga. En agosto de 2020 se confirmaron los 19 equipos iniciales para la primera temporada de la Liga. Antes del inicio de la temporada regular se presentó la salida de los clubes Faisanes Fútbol Club y Atlético Ensenada por cuestiones económicas y administrativas respectivamente, por lo que el número de clubes fundadores bajó a 17 para la primera temporada.
El 14 de octubre de 2020 se disputó el primer partido oficial de la liga, en el cual el San José F. C. derrotó al Morelos F. C. con un marcador de 1-0, el juego se disputó en el estadio Tres de Marzo de Zapopan. Omar Rosas anotó el primer gol en la historia de la competencia.
El 10 de noviembre de 2020 se presentó la desafiliación de los clubes Atlético Jalisco y Lobos Zacatepec, los cuales habían sido fundadores de la liga, esto por problemas administrativos. Una semana más tarde, el Acapulco Fútbol Club también fue expulsado de la competición por incumplir con varios requisitos de afiliación.
El 31 de enero de 2021 se jugó la primera final, entre el Atlético Veracruz y Chapulineros de Oaxaca. El marcador global fue de 3-3 y se definió por medio de los penales donde Chapulineros gana 4-2 y se corona como el primer campeón de la Liga de Balompié Mexicano.
Después de una pausa de 6 meses se anuncia que la segunda temporada iniciará el 21 de agosto de 2021. El torneo iniciaría con 8 equipos, 6 equipos fundadores y 2 equipos que se afiliaron, el campeón del torneo fue Chapulineros de Oaxaca logrando así el bicampeonato.
En octubre de 2021 se anunció el tercer torneo para abril de 2022. De nueva cuenta serían 8 equipos los que integrarían el torneo, destaca la salida de Jaguares de Jalisco y Real Tlamazolan, la afiliación de Inter de Amecameca y Mezcaleros de Oaxaca.
En abril de 2022 se anunció la creación de la Segunda División de Balompié Mexicano para el mes de agosto de 2022. En mayo de 2022 el Atlético Capitalino fue expulsado de la liga por no cumplir con sus obligaciones como afiliado.
En diciembre de 2022, se anunció el cambio de sede de la Asociación Nacional de Balompié Mexicano a la Ciudad de México, con ello vendría la salida de Carlos Briones Guerrero por motivos personales y la llegada de Isai Maldonado.
El 22 de febrero de 2025 la Asociación Nacional del Balompié Mexicano anunció la suspensión de todos los torneos en sus distintas categorías por tiempo indefinido, y por ende la disolución de la propia liga tras la salida de muchos equipos al finalizar la temporada 2024 A. Incluido a su vigente campeón el Kundavi F.C., y no lograr estabilizar la liga.

## Polémicas
A pesar de que la liga intentó arrancar con más de 15 equipos, durante la organización surgieron diversas denuncias en contra de instituciones participantes por motivos de falta de infraestructura, falta de pago, condiciones poco seguras en visorías y fichajes ficticios.
Todo esto puso en duda la seriedad de los organizadores por lo que el número de equipos registrados fue decreciendo y con eso también la falta de interés de los medios en transmitir y dar seguimiento a la liga.

## Reglamentación
Los equipos tienen derecho de inscribir a cinco futbolistas extranjeros, sin embargo, solamente tres pueden participar en el terreno de juego.
En cuanto a repartición de ingresos, ya sea por patrocinios de la liga, como por derechos televisivos serán repartidos de manera equitativa entre los equipos de la liga; aunque estos también podrán tener patrocinadores propios.
El sistema de puntos es ligeramente distinto al de las demás ligas: se otorgan tres puntos por victoria; un punto por empate, siempre y cuando se anoten goles en el partido; y cero puntos por derrota.
Los afiliados deben cumplir con algunas obligaciones en la infraestructura para poder participar en la Liga, un aforo mínimo para 500 espectadores y mantener sus instalaciones en buen estado.

## Formato de competición

### Campeonato de liga
Se forman dos grupos de cinco equipos cada uno, se juegan a dos vueltas, dando un total de 8 partidos por equipo.
Califican dos equipos a las semifinales, mientras cuatro equipos se enfrentan en un repechaje, todo esto se define por una tabla general y no por grupos.

### Campeón de campeones
Partido entre el campeón de Liga y Campeón de Copa Balompié Mexicano

## Equipos

### Equipos participantes 2024 A
| Equipo                    | Ciudad                             | Estadio                          | Capacidad |
| ------------------------- | ---------------------------------- | -------------------------------- | --------- |
| Fútbol Club Albiazul      | Tultitlán, Estado de México        | Deportivo Cartagena              | 3 000     |
| Chapulineros de Oaxaca    | San Jerónimo Tlacochahuaya, Oaxaca | Independiente MRCI               | 3 000     |
| EFIX Soccer Club          | Xalapa, Veracruz                   | Complejo EFIX                    | 500       |
| Hidalgo FC                | Atitalaquia, Hidalgo               | Ciudad deportiva 20 de Noviembre | 1 000     |
| Industriales de Naucalpan | Huixquilucan, Estado de México     | Alberto Pérez Navarro            | 3 000     |
| Inter FC Puerto Escondido | Puerto Escondido, Oaxaca           | Benito Juárez                    | 1 000     |
| Kundavi FC                | Río Grande, Oaxaca                 | Inocente Santos Luna             | 1 000     |
| Mezcaleros de Oaxaca      | Oaxaca, Oaxaca                     | Independiente MRCI               | 3 000     |
| Neza Fútbol Club          | Nezahualcóyotl, Estado de México   | Arreola                          | 3 000     |
| Toros México FC           | Álvaro Obregón, Ciudad de México   | Deportivo Valentín Gómez Farías  | 500       |

### Equipos por Entidad Federativa
Se muestran los 10 equipos que son reconocidos como miembros oficiales de la ANBM.
| Estado           | N.º | Equipos                                                    |
| ---------------- | --- | ---------------------------------------------------------- |
| Oaxaca           | 4   | Chapulineros, Inter Puerto Escondido, Kundavi y Mezcaleros |
| Estado de México | 3   | Albiazul, Industriales y Neza Fútbol Club                  |
| Ciudad de México | 1   | Toros México                                               |
| Hidalgo          | 1   | Hidalgo Fútbol Club                                        |
| Veracruz         | 1   | EFIX Soccer Club                                           |

## Palmarés
| Temporada                   | Campeón                  | Marcador                 | Subcampeón               | Goleador                            | Club                                       | Goles                    | Notas                         |
| Título mediante Liguilla    | Título mediante Liguilla | Título mediante Liguilla | Título mediante Liguilla | Título mediante Liguilla            | Título mediante Liguilla                   | Título mediante Liguilla | Título mediante Liguilla      |
| --------------------------- | ------------------------ | ------------------------ | ------------------------ | ----------------------------------- | ------------------------------------------ | ------------------------ | ----------------------------- |
| 2020-21                     | Chapulineros de Oaxaca   | 3-3 (4-2 pen.)           | Atlético Veracruz        | Omar Rosas                          | San José F. C.                             | 5                        | Primer campeonato profesional |
| 2021                        | Chapulineros de Oaxaca   | 2-1                      | Jaguares de Jalisco      | Christian Nieves Víctor Hugo Lojero | Jaguares de Jalisco Chapulineros de Oaxaca | 15                       | Campeón invicto               |
| Título bajo sistema de Liga |                          |                          |                          |                                     |                                            |                          |                               |
| 2022                        | Chapulineros de Oaxaca   | Liga                     | Halcones de Querétaro    | Alfonso Nieto                       | Halcones de Querétaro                      | 22                       | Campeón por puntos            |
| Título mediante Liguilla    |                          |                          |                          |                                     |                                            |                          |                               |
| 2023                        | Chapulineros de Oaxaca   | 4-3                      | Neza FC                  | Víctor Lojero                       | Chapulineros de Oaxaca                     | 16                       |                               |
| 2023 B                      | Chapulineros de Oaxaca   | 5-2                      | Neza FC                  | Víctor Lojero                       | Chapulineros de Oaxaca                     | 19                       | Aumento a 12 equipos          |
| 2024-A                      | Kundavi FC               | 4-2                      | Neza FC                  | Víctor Lojero                       | Chapulineros de Oaxaca                     | 12                       | Reducción a 10 equipos        |

### Títulos por club
| Club                   | Títulos | Subtítulos | Años de los campeonatos             | Años de los subcampeonatos |
| ---------------------- | ------- | ---------- | ----------------------------------- | -------------------------- |
| Chapulineros de Oaxaca | 5       | 0          | 2020-21, 2021, 2022, 2023 A, 2023 B |                            |
| Kundavi FC             | 1       | 0          | 2024 A                              |                            |
| Neza FC                | 0       | 3          |                                     | 2023 A, 2023 B, 2024 A     |
| Atlético Veracruz      | 0       | 1          |                                     | 2020-21                    |
| Jaguares de Jalisco    | 0       | 1          |                                     | 2021                       |
| Halcones de Querétaro  | 0       | 1          |                                     | 2022                       |

## Goleadores por equipo
| Equipo                 | Goleadores |
| ---------------------- | ---------- |
| San José F. C.         | 1          |
| Jaguares de Jalisco    | 1          |
| Chapulineros de Oaxaca | 1          |
| Halcones de Querétaro  | 1          |

## Clasificación histórica
- Contabilizada desde la temporada 2020-21 hasta el Torneo 2024-A.
- No se incluyen los equipos que fueron inscritos y posteriormente desafiliados o congelados en la temporada 2020-21, ya que sus estadísticas quedaron en cero en ese certamen.

|  | LBM.                            |
|  | Afiliado a otra liga de fútbol. |
|  | 2.ª División.                   |
|  | Desaparecido.                   |

| Pos. | Equipo                      | TJ | PJ | PG | PE | PP | GF  | GC  | Dif. | Puntos |
| ---- | --------------------------- | -- | -- | -- | -- | -- | --- | --- | ---- | ------ |
| 1    | Chapulineros de Oaxaca      | 5  | 63 | 53 | 6  | 4  | 225 | 44  | 181  | 161    |
| 2    | Neza F.C.                   | 6  | 61 | 36 | 13 | 12 | 132 | 66  | 66   | 117    |
| 3    | Industriales Naucalpan F.C. | 6  | 63 | 23 | 14 | 26 | 89  | 90  | -1   | 76     |
| 4    | Furia Roja F.C.             | 3  | 37 | 19 | 8  | 10 | 73  | 46  | 27   | 63     |
| 5    | Mezcaleros de Oaxaca        | 4  | 39 | 16 | 7  | 16 | 77  | 76  | 1    | 55     |
| 6    | Jaguares de Jalisco         | 2  | 24 | 17 | 4  | 3  | 60  | 18  | 42   | 52     |
| 7    | Toros México F.C.           | 3  | 26 | 13 | 6  | 7  | 61  | 45  | 16   | 45     |
| 8    | Halcones de Querétaro       | 2  | 27 | 13 | 5  | 9  | 81  | 52  | 29   | 44     |
| 9    | Cóndor F.C.                 | 2  | 18 | 13 | 2  | 3  | 51  | 16  | 35   | 41     |
| 10   | Kundavi F.C.                | 2  | 18 | 13 | 2  | 3  | 50  | 20  | 30   | 41     |
| 11   | Inter Fútbol Club           | 4  | 39 | 6  | 4  | 29 | 31  | 135 | -104 | 21     |
| 12   | Halcones de Zapopan         | 1  | 8  | 5  | 3  | 0  | 16  | 7   | 9    | 18     |
| 13   | Real Tlamazolan             | 1  | 14 | 6  | 2  | 6  | 20  | 20  | 0    | 16     |
| 14   | Morelos F.C.                | 1  | 10 | 5  | 1  | 4  | 17  | 10  | 7    | 15     |
| 15   | Hidalgo F.C.                | 2  | 18 | 5  | 3  | 10 | 31  | 30  | 1    | 15     |
| 16   | Atlético Capitalino         | 2  | 23 | 4  | 2  | 17 | 25  | 57  | -32  | 13     |
| 17   | Atlético Veracruz           | 1  | 7  | 3  | 3  | 1  | 15  | 3   | 12   | 12     |
| 18   | Leones Dorados F.C.         | 1  | 9  | 4  | 0  | 5  | 12  | 22  | -10  | 12     |
| 19   | Lobos MX / CARH             | 2  | 18 | 2  | 4  | 12 | 19  | 58  | -39  | 10     |
| 20   | EFIX Soccer Club            | 3  | 26 | 3  | 1  | 22 | 15  | 111 | -96  | 10     |
| 21   | Proyecto RED                | 1  | 8  | 3  | 0  | 5  | 12  | 19  | -7   | 9      |
| 22   | Fútbol Club Albiazul        | 1  | 8  | 0  | 0  | 8  | 9   | 38  | -29  | 0      |